# 전 왕비 당의
전(傳) 왕비 당의(傳 王妃 唐衣)는 비ㆍ빈과 내외명부의 간이 예복이다. 1979년 1월 23일 대한민국의 국가민속문화재 제103호로 지정되었다.
전 왕비 당의의 겉감은 담록색의 봉운문단인데 중요민속자료 제48호 홍원삼과 1922년 가례를 치른 영왕비의 홍원삼과 색만 다르고 문양이 같다.

## 개요
당의란 조선시대 궁중과 사대부 여인들이 저고리 위에 입던 예복으로 모습은 저고리와 비슷하나 앞과 뒤가 길고 옆이 겨드랑이 아래로 터진 옷이다.
이 당의는 왕비의 것으로 길이는 80cm정도이고 뒤판과 앞판의 2장으로 이루어져 있다. 겉감과 안감이 따로 지어진 후 속을 끼워 넣고 당의 자락을 듬성듬성 꿰맸으며 소매는 좁은편으로 완만한 곡선을 그리면서 좁아지다 끝에 흰색의 단을 따로 달았다. 겉감은 연록색으로 봉황과 구름이 금사로 수놓아져 있는데, 가슴과 등뒤 그리고 양쪽 어깨에는 용문양을 수 놓은 둥근 모양의 보가 달려있어 왕비의 것임을 알 수 있다. 안감은 붉은색 명주로 되어 있고 겉에 자주색 고름을 달았다.
이 당의는 조선시대 상류층의 복식제도를 파악할 수 있는 귀중한 자료가 되고 있다.

## 참고자료
- 전 왕비 당의 - 국가유산청 국가유산포털

 본 문서에는 서울특별시에서 지식공유 프로젝트를 통해 퍼블릭 도메인으로 공개한 저작물을 기초로 작성된 내용이 포함되어 있습니다.